# Andrei Ludușan
Ioan Andrei Ludușan (sinh ngày 15 tháng 5 năm 1996) là một cầu thủ bóng đá người România thi đấu ở vị trí tiền đạo cho đội bóng Liga II Luceafărul Oradea. Ludușan thi đấu cho các câu lạc bộ khác của Liga II như: Bihor Oradea, Râmnicu Vâlcea hay Olimpia Satu Mare.